# La Taillée

La Taillée este o comună în departamentul Vendée, Franța. În 2009 avea o populație de 534 de locuitori.